# Script doctor
Un script doctor (terme emprunté à l’anglais) est, dans le milieu audiovisuel, une personne à laquelle on fait appel pour améliorer un scénario.

## Définition
Il s'agit généralement d'un scénariste, d'un dramaturge ou d'un auteur-réalisateur lui-même confirmé. Il reste dans l'ombre, n'apparaît généralement pas au générique, ne touche pas, en France, de droits d'auteur, mais est largement rémunéré.
Jean-Claude Carrière a ainsi souvent opéré à ce titre. L'actrice Carrie Fisher (la princesse Leia de Star Wars) s'est aussi fait un nom en la matière à Hollywood. Les scénaristes Gilles Taurand et Stéphane Cabel (scénariste sur Le Pacte des loups) œuvrent parfois en tant que consultants. Occasionnellement, la contribution d'un script doctor est indiquée dans le générique d'un film. C'est le cas d'Isabelle Fauvel pour sa collaboration avec Martin Provost sur le scénario de Séraphine, ou de Sébastien Boattosur Maman(s), César du meilleur film de court métrage en 2017.
D'autres script doctors célèbres sont William Goldman, Ben Hecht, Yves Lavandier, Claude Sautet (réputé comme l'un des meilleurs), Linda Seger, Francis Veber, Luciano Vincenzoni.
Selon Yves Lavandier, l'expression n'a pas le même sens en France et aux États-Unis. Aux États-Unis, un script doctor est un scénariste car il réécrit le scénario. En France, il se contente souvent de donner un avis et de laisser les auteurs réécrire. Pour cette tâche, les Américains parlent plutôt de « script analyst », « script expert » ou « script consultant ».
Le roman de Steve Tesich, Karoo (publié post-mortem en 1998 aux États-Unis, et en 2012 pour l'édition française), raconte l'histoire d'un script doctor pour Hollywood. Le métier y est décrit comme une activité cynique et déloyale, destinée, non pas à améliorer un film, mais à le rendre plus vendeur.